# Belgiumban történt légi közlekedési balesetek listája
A Belgiumban történt légi közlekedési balesetek listája mind a halálos áldozattal járó, mind pedig a kisebb balesetek, meghibásodások miatt történt, gyakran csak az adott légiforgalmi járművet érintő baleseteket is tartalmazza évenkénti bontásban.

## Belgiumban történt légi közlekedési balesetek

### 1948
- 1948. július 1. Keerbergen repülőtér. Lezuhant az Avio Linee Italiane légitársaság Fiat G.212PW típusú repülőgépe kényszerleszállás végrehajtása közben. A balesetben 4 utas és 4 fő személyzet vesztette életét.[1]

### 1989
- 1989. július 4., Kortrijk. A Szovjet Légierő egyik Mikoyan-Gurevich MiG–23M típusú vadászgépe egy lakóházba csapódott, miután kifogyott az üzemanyag a tartályából. A gép pilótája még Lengyelország felett katapultált. A gép ezt követően még 900 kilométert tett meg. A lakóházban egy fő életét vesztette.[2][3]

### 2013
- 2013. február 9., Charleroi repülőtér. Egy Cessna típusú kis repülőgép lezuhant a repülőtér területén. A gépen utazó 5 fő életét vesztette.[4]
- 2013. október 19., Namur. Egy Pilatus PC–6 Turbo Porter típusú kisgép (lajstromjele: OO-NAC) típusú kis repülőgép lezuhant, alig 10 perccel a felszállást követően. A gépen utazó 10 ejtőernyős és a gép pilótája életét vesztette.[5]

### 2018
- 2018. február 12., Hasselt. Két fő életét vesztette, amikor egy kis repülőgép lezuhant a holland határ közelében.[6]